# Bergmaier
Bergmaier ist ein deutscher Familienname.

## Herkunft und Bedeutung
Bergmaier ist eine Variante des Familiennamens Meier.

## Varianten
- Bergmair, Bergmeier, Bergmeyer

## Namensträger
- Josef Bergmaier (1909–1943), deutscher Fußballspieler